# Екзосфера
Екзосфера или сфера на разсейване (на старогръцки: ἐξω „навън“ + σφαῖρα „кълбо, сфера“) е най-външният и най-разреден слой на земната атмосферата, където дължината на свободния пробег на частиците е толкова голям, че те могат да дисипират (разсейват) в космическото пространство. Масата на „въздуха“ в екзосферата е близка до 10-10 от цялата маса на земната атмосфера. Най-бързо дисипират леките газове – водород и хелий. Екзосферата започва на височина 450 – 800 km, а нейната горна граница се намира на около 20 000 km от повърхността на Земята, където концентрацията на частиците става такава като в междупланетното пространство. Екзосферата се състои от йонизиран газ (плазма), като в долната ѝ част отношението между концентрацията на заредените и неутралните частици е близко до 1, а в горната ѝ половина въздухът е почти напълно йонизиран. Долната и средната ѝ част основно се състоят от атоми на кислорода и азот. С увеличаването на височината бързо нараства относителната концентрация на леките газове, особено на йонизирания водород. Газокинетичната температура на екзосферата е от 1500 до 3000 К и във височина тя слабо се покачва. Увеличената слънчева активност довежда до затоплянето на екзосферата и до увеличаването на дебелината ѝ. На физическите процеси в екзосферата силно влияние оказва магнитното поле на Земята, напрежението на което в долната ѝ част е равно на 0,3 T (тесла), а на горната граница – 10-2 – 10-3 T. В нея основно са разположени радиационните пояси на Земята.